# Coppa Italia 1984-1985 (pallavolo maschile)
La Coppa Italia di pallavolo maschile 1984-85 fu la 7ª edizione della manifestazione organizzata dalla FIPAV.

## Regolamento e avvenimenti
Alla manifestazione presero parte le trentasei squadre di Serie A1 e A2. Si disputò un preliminare con trentadue squadre suddivise in otto gironi da quattro squadre. Le otto vincitrici disputarono i quarti di finale, e le quattro rimaste sfidarono le quattro finaliste dell'edizione 1983-84 nelle semifinali.
Le vincitrici delle semifinali disputarono il girone finale a Chieti, tra il 7 e il 9 giugno 1985; vincitrice risultò essere la Panini Modena.

## Girone finale

### Partecipanti
- Enermix Milano
- Mapier Bologna
- Panini Modena
- Santal Parma

### Classifica
| Pos. | Squadra           | Pt | G | V | P | SV | SP |
| ---- | ----------------- | -- | - | - | - | -- | -- |
| 1.   | Panini Modena     | 6  | 3 | 3 | 0 | 9  | 3  |
| 2.   | Enermix Milano    | 4  | 3 | 2 | 1 | 7  | 4  |
| 3.   | Bartolini Bologna | 2  | 3 | 1 | 2 | 3  | 6  |
| 4.   | Santal Parma      | 0  | 3 | 0 | 3 | 3  | 9  |

| Vincitrice della Coppa Italia |

### Risultati

#### Tabellone
|         | Bologna | Milano | Modena | Parma |
| ------- | ------- | ------ | ------ | ----- |
| Bologna | XXX     | –      | –      | 3-0   |
| Milano  | 3-0     | XXX    | –      | 3-1   |
| Modena  | 3-0     | 3-1    | XXX    | 3-2   |
| Parma   | –       | –      | –      | XXX   |